# Ptitim

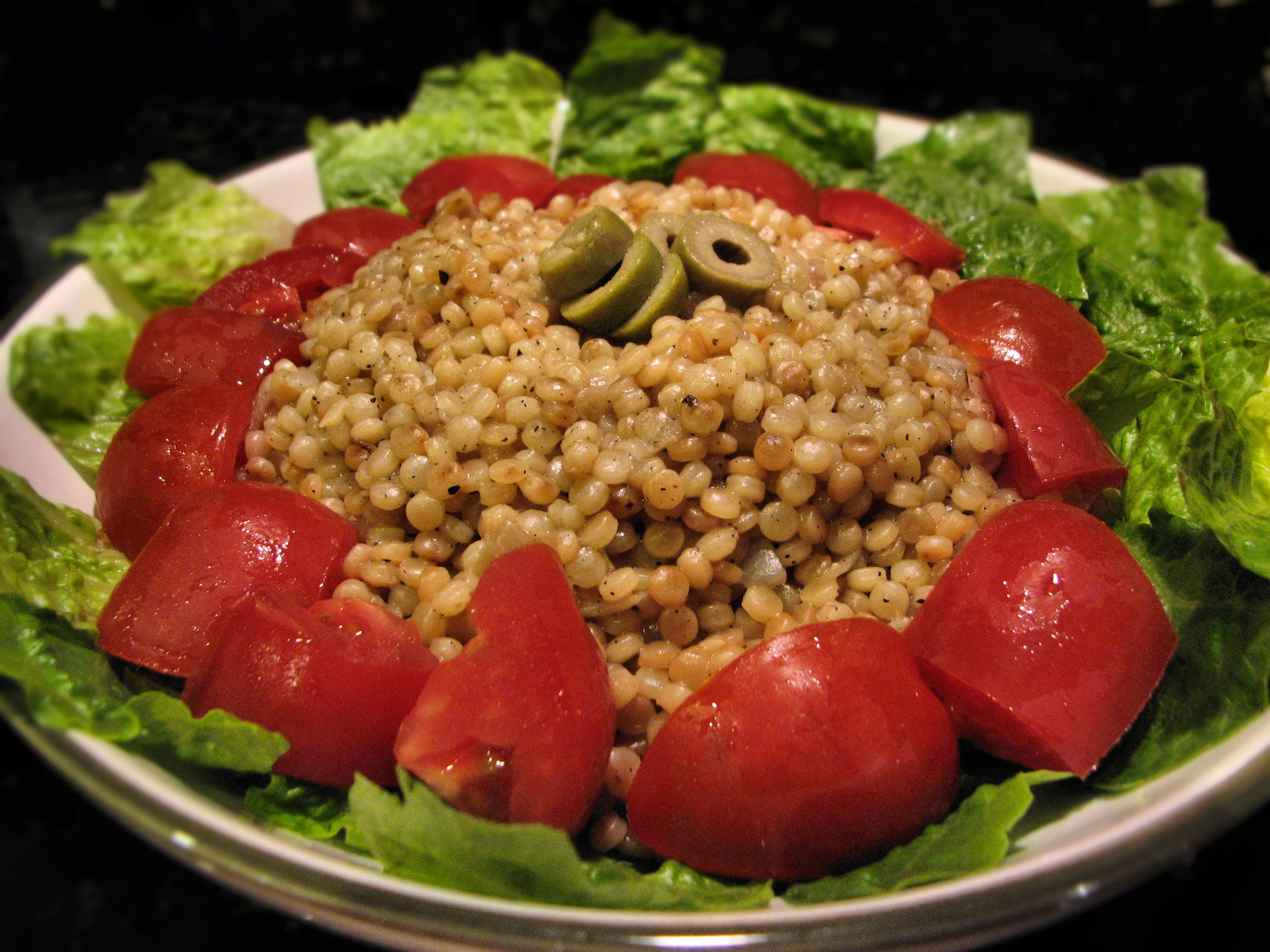
Ptitim, besser bekannt als Israeli Couscous

Ptitim (פְּתִיתִים Ptītīm, deutsch ‚Flocken‘), auch Israeli Couscous oder Perlencouscous, ist eine israelische, leicht geröstete, reis- oder kugelförmige Nudelart.

## Geschichte
Die Lebensmittelfirma Osem (אֹסֶם Ossem) behauptet, Ptitim in den 1950er Jahren während einer großen Depression und eines Lebensmittelmangels als Ersatz für Reis und Couscous erfunden zu haben. Ein ähnliches Nahrungsmittel existierte aber schon vorher in Nordafrika als Berkukes und im Libanon als Moghrabieh oder Maftoul. Ptitim wird wie Couscous und Pasta aus Weizen hergestellt, aber heiß getrocknet, was ihm einen leicht nussigen Geschmack verleiht.